# تیاگو کوریا
تیاگو کوریا (به پرتغالی: Thiago da Rosa Corrêa) هافبک اهل برزیل است که در شهر پورتو الگره و در تاریخ ۷ آوریل ۱۹۸۲ به دنیا آمده‌است.
تیاگو کوریا در تیم‌های فوتبال باشگاه ورزشی اینترناسیونال سابقهٔ حضور دارد.